# 自治植民地
自治植民地（じちしょくみんち、英: Self-governing colony）は、イギリス（イングランド）において住民（入植者）の自治によって経営された植民地のこと。イギリスの植民地の統治形態の類型の1つであり、他に王冠植民地・領主植民地がある。基本は王室の特許（勅許）を受けた特許植民地であり、これと同一視されるが無特許のものもあった。特許植民地における自治とは自治権を王室が保証していたことを意味する。他方、無特許の植民地の法的権限は曖昧であり、後から特許を受けるか、他の特許植民地に吸収合併されるのが普通であった。
自治植民地は特に17世紀前半のいわゆる「大移動」の時期に建設された植民地が顕著であり、プリマス植民地やマサチューセッツ湾植民地など、ピューリタンが理想社会を目指して建設したものがよく知られる。しかし、入植に失敗した植民地も多く、ポパム植民地のように消滅したものもあれば、ジェームズタウン植民地（バージニア植民地）のように王室直轄領（王冠植民地）に変更され、存続したものもある。また、プリマス植民地やニューヘイブン植民地のような無特許の自治植民地は、近隣の特許植民地に統合されることもあった。イギリスの中央集権化が進む中にあって、王室は自治領や領主領よりも直轄領を好み、ジェームズ2世によるニューイングランド王領の設置など、絶えず王室によって自治権を侵害する試みがなされた。13植民地のうち、自治植民地として建設されたものは5つ（ニューハンプシャー・マサチューセッツ・ロードアイランド・コネチカット・バージニア）に対して、アメリカ独立時に自治植民地であったものはロードアイランドとコネチカットの2つだけである。
一口に自治権を与えられていたといっても、その自治の強度は植民地によって異なり、具体的に特許を与えられた法人（自治体）によっても異なった。例えば清教徒神政政治が行われたマサチューセッツ湾植民地では会衆派教会の一員でなければ、たとえ白人の成年男性であっても参政権を認めていなかった。一方で外交や司法は本国政府が有しており、マサチューセッツ湾植民地においてクエーカー教徒の処刑が行われていることを本国が知った時、これを禁じたこともあった。対外戦争も本国政府の専権事項であったが、これはもっぱらフランスやスペインといったヨーロッパ諸国が相手の場合であり、インディアンとの戦争は植民地に委ねられていた。